# 원자력 로봇
원자력 로봇은 각종 원자력 시설 (발전소, 핵폐기물 저장소, 연구용 원자로, 병원) 등에서 사용되는 로봇을 말한다. 원자력 로봇은 연료교체, 수리, 방사능 측정, 구조 등의 임무를 수행한다. 평소에나 비상시에 인간이 접근하기 힘들고 위험이 따르는 일을 하며 아직 널리 사용되고 있진 않지만 후쿠시마 사고에서 로봇에 대한 필요성을 깨닫고 현재는 전용 로봇이 개발 중에 있다. 현재 국내에서는 한국원자력연구원에서 원자력 로봇과 관련한 연구를 활발히 진행 중이다.

## 필요성
각종 재난에 따른 국가적 손실 감소에 기여
신개념의 센서, 재료, 기구부 등의 개발에 따른 고부가가치의 신산업 창출 가능성이 높음
로봇 기술 혁신과 각 산업분야에 로봇의 필요성 증가로 재난극복 및 인명구조용 로봇 시장도 크게 성장 할 것으로 전망

## 분류
원자력 로봇은 크게 평소 원전 가동시 사용되는 로봇과 원전사고시 사용되는 로봇으로 나뉜다. 평상시 사용되는 로봇은 원전 내부 및 외부의 온도, 압력, 방사능 수치 등을 측정하고 기계들의 이상여부 관찰 및 수리 등을 한다. 원전 사고시 사용되는 로봇은 사고지역 정찰, 수리, 인명구조 등의 역할을 한다.

## 종류
평상시 사용되는 로봇으로는 KAEROT-M3, Detect robot등이 있다. 원전사고시 사용되는 로봇은 대표적으로 후쿠시마에서 사용된 로봇들인데, 후쿠시마 원전 사고 당시 많은 수의 원자력 로봇이 사용되었으나 대부분 군용이나 다른 용도의 로봇들로 원자력 전용 로봇은 아니었다. 후쿠시마에서 사용된 재난 구조용 로봇으로는 모니로보, 팩봇, T-hawk등이 있다. 그러나 이들은 위에서 언급한 바와 같이 원전 전문 로봇이 아닌 다른분야에서 사용되는 로봇을 사용한 것이다.

## 원자력 로봇의 국내 개발 현황
원자력 산업용 로봇 기술은 작업자의 접근이 제한된 고방사선 원자력 시설 내에서 기기 점검/보수 및 비상대응 작업을 하기위한 로봇 기술로서 1988년부터 원자력진흥 종합계획 및 연구개발사업의 기초 기반 연구개발과제로서 수행되어 왔음
- 원자력 사고시 재난 대응 로봇
- 원자력 시설내부를 감시 점검할 수 있는 이동로봇
- 중수로형 원자로 운전중 격납건물내 원자로 점검 및 냉각수 누설 감지를 위한 이동형 로봇
- 2009년 UAE원전 수출에 따른 원전 운영정비 자동화 기술의 중요성 부각에 의해 지경부 Nutech 2030계획 등에 정비보수 자동화기술 개발에 대한 로드맵이 수립 중에 있음

국내 원자력산업용 로봇/자동화 기술은 원자력연구원 중심으로 정비전문업체인 한전KPS, 기기제작업체인 두산중공업 등 기술서비스 업체가 공동 협력으로 개발하여 자체 활용해 왔음
원자력 시설 비상사고 시 대응용 로봇은 국내에서 개발된 사례가 없음. 이 기술 분야는 개발을 이미 수행한 일본과는 기술 수준이 유사하나 지속적으로 연구개발/체계운영을 수행해 온 독일, 프랑스에 비해서는 기술 수준이 다소 낮음. 선진국에서 기술개발이 정체된 현 상황에서 국내에서 기술개발을 수행할 경우 기술역전이 가능함

## 기능
현재 연구중인 원자력 로봇은 다음과 같은 기능을 가진다.
1. 불, 물, 방사능에 강한 성질을 가져야한다.
2. 극한의 상황에서도 안정성을 유지하기 위해 이중구조로 되어있어야 한다.
3. 원거리에서도 실시간으로 컨트롤 할 수 있어야 한다.
4. 방사능 측정기, 카메라, 온도, 압력, 가스 센서가 부착되어 있어야 한다.
5. 샘플을 채취하고 여러 가지 기능을 하기 위해 강한 로봇 팔과 집기가 장착되어 있어야한다.
6. 거리와 시간에 상관없이 전력이 공급되어야 한다.

## 전망
오늘날과 같은 산업화 및 정보화 사회에서의 재난은 인명 피해, 재산 및 사회기반시설의 손실로 인하여 국가적•사회적으로 장기적인 어려움을 겪게 되며, 그 영향력이 사회전반에 크게 미치게 되었다. 이에 따라, 재난환경에 대비한 향후 정부의 재난관리 정책방향은 재난 관리 인력과 장비의 전문․고도화를 서둘러야 할 것이며, 재난 발생시의 위기관리능력 배양과 병행하여 선진국 수준으로 국민안전의식 강화가 필요가 있다. 단기적으로는 일본의 ‘11.3.11 지진•해일 등의 대응용 로봇이 화두이나, 장기적으로는 광범위한 측면에서 재난대응로봇에 대한 신규정책 아이템이 필요한 시점이다.